# Я снял кино о моей любви
«Я снял кино о моей любви» (англ. I Shot My Love) — израиле-германский документальный фильм 2009 года режиссёра Томера Хейманна. В 2010 году картина участвовала в программе Берлинского международного кинофестиваля.

«…Этот фильм был сотворен из любви, открытости и чувствительности…» — Томер Хейманн

## Сюжет
Автобиографический фильм рассказывает историю любви израильского режиссёра-документалиста Томера Хейманна. Томер едет со своим фильмом «Бумажные куклы» на Берлинский кинофестиваль. Там в одном из баров он встречает немецкого танцора Андреаса Мерка. Любовная интрига перерастает в роман жизни.
Когда Андреас решается переехать в Тель-Авив, то он сталкивается не только с необходимостью строить свои отношения с супругом и его матерью, но и привыкать к чужой стране, её самобытности, будучи гражданином Германии.
Мать Томера родилась в семье еврейских мигрантов, бежавших от нацистской Германии. Она прожила всю свою жизнь в небольшой деревне, вырастила пятерых сыновей. Один за другим её сыновья покидают страну, которую построили их родители. И мать Томера теперь обращает всё своё внимание на него, единственного кто остался с ней.
Кинокартина строит понятный любому человеку, но причудливый треугольник судеб.